# 海鹰三号
海鹰三号反舰导弹（HY-3），出口型号名称C-301，是中华人民共和国60年代研製的一种超音速飞航式反艦导弹。北約代號CSS-NX-6，绰号Sawhorse。

## 设计
海鹰三号超音速反舰导弹在弹体两侧水平捆绑2台CF-03D型冲压式喷气发动机用于巡航时超音速飞行。弹体尾部上下各捆绑2台固体火箭助推器，总共4台。发射3.9秒后，达到初始启动速度，冲压发动机点火。速度达到1.8马赫时助推器分离，再经过12秒加速到1.95马赫转入等速巡航飞行状态。冲压发动机工作102秒，动力飞行75km。

## 研制历史
1964年9月国防部五院召开了超音速飞航式岸舰导弹动力装置指标讨论会，钱学森肯定了海鹰三号采用冲压发动机。1965年7月，开始了海鹰三号导弹的CF-06发动机研制试验，至1969年完成了100多次试验，解决了大量技术问题。1970年，CF-6发动机地面试验结束，转入飞行试验，同年开始设计以冲压发动机为动力的海鹰三号超音速岸舰导弹。1975年12月24日海鹰三号全弹地面试车成功。此后转入了考察助推段飞行试验。1979年7月26日，试验了助推段分离后，冲压发动机空中点火试验成功，发动机工作平稳，两发推力一致。但由于低空飞行弹体阻力大于冲压发动机推力，决定加大冲压发动机直径，提高推力，这就是CF-03D型冲压发动机。当时按照缩短国防工业战线的政策，国家决定重点发展同期立项的鹰击一号，海鹰三号转入预研。1984年9月鹰击一号全程动力飞行试验成功后，海鹰三号恢复上马，于1986年7月全弹首次自主动力飞行试验成功。

## 型号发展
海鹰-3A是延程型号。

## 出口
出口型号为C-301，由中国精密机械进出口公司代理。 

## 外部連結
海鹰三号岸舰导弹